# Euphorbia sulcata
Euphorbia sulcata är en törelväxtart som beskrevs av Adrien Jacques de Lens och Jean Loiseleur-Deslongchamps. Euphorbia sulcata ingår i släktet törlar, och familjen törelväxter. Inga underarter finns listade i Catalogue of Life.